# Biotransformation
Die Biotransformation ist ein Vorgang im Stoffwechsel von Lebewesen, bei welchen nicht ausscheidbare Stoffe durch chemische Prozesse in ausscheidbare Stoffe umgewandelt (transformiert) werden.
Während des physiologischen Stoffwechsels des Körpers fallen immer wieder Substanzen an, die nicht direkt über den Harn oder den Stuhl ausgeschieden werden können. Meist sind diese Stoffe (Endobiotika, z. B. Gallenfarbstoffe, Steroidhormone) lipophil, d. h. kaum bis gar nicht wasserlöslich. Darüber hinaus nimmt der Organismus Fremdstoffe aus der Natur mit der Nahrung auf (Xenobiotika), oder vom Menschen synthetisierte Substanzen (hauptsächlich Medikamente, Drogen, Konservierungsmittel, Pestizide etc.)
Eine Ansammlung (Akkumulation) dieser Substanzen im Körper wäre tödlich. Um diese Substanzen in eine ausscheidbare Form zu überführen, sind viele Gewebe, vor allem aber die Leber, zur Biotransformation fähig. Die Fähigkeit dazu nimmt jedoch im hohen Alter (verringerte Lebergröße und reduzierte Enzymaktivität) ab.
Die Biotransformation kann in zwei Phasen (Phase I und Phase II) eingeteilt werden. Phase I (Umwandlungsreaktionen) fügen funktionelle Gruppen (-OH; -SH) in die unpolaren Moleküle ein. In der Phase II (Konjugationsreaktionen) werden die Moleküle über die funktionellen Gruppen mit wasserlöslichen Molekülen verbunden (konjugiert) und können dann entweder über die Nieren oder über die Galle ausgeschieden werden.
Es gilt dabei zu beachten, dass der Organismus nicht gezielt giftige bzw. biologisch aktive Stoffe „erkennt“ und diese in für den Organismus ungiftige bzw. inaktive Stoffe umwandelt. Vielmehr basiert der Prozess der Biotransformation größtenteils auf Enzymen, die eine relativ geringe Substratspezifität aufweisen, das heißt, sie katalysieren Reaktionen bei einer ganzen Gruppe von Substanzen. Dies führt zwar im Allgemeinen zu einer Entgiftung des Organismus bzw. zu einer Inaktivierung von chemischen Substanzen; es kann aber auch der umgekehrte Prozess ablaufen, das heißt, ein für den Körper ungiftiger Stoff durch Biotransformation in einen giftigen Stoff umgeformt (Giftung) bzw. Moleküle, die an sich nicht biologisch aktiv sind, in biologisch aktive Moleküle umgewandelt werden (Aktivierung). Medikamente werden teilweise in der inaktiven Form verabreicht und erst durch Biotransformation im Körper in die aktive Wirkform umgewandelt, darunter das Thyreostatikum Carbimazol oder das Schlafmittel Chlordiazepoxid. Die Ausgangsform nennt man Muttersubstanz, die entstehenden Biotransformationsprodukte sind die Metaboliten.

## Phase-I-Reaktionen (Funktionalisierungsreaktionen)
In diesem Reaktionsschritt werden funktionelle Gruppen in Substanzen eingefügt bzw. bestehende funktionelle Gruppen verändert. Die Reaktionen werden dabei durch Enzyme katalysiert, die mehrheitlich eine relativ geringe Substanzspezifität aufweisen, also auf eine ganze Gruppe chemischer Substanzen wirken. Nachfolgend typische Reaktionen und die dafür verantwortlichen Enzyme (Namensendung: -ase):

### Oxidationsreaktionen
- Oxidation durch Monooxygenasen (Enzyme gehören zum Cytochrom P-450-System)
- Oxidation durch Dehydrogenasen
  - Alkohol-Dehydrogenasen oxidieren Alkohole (z. B. Ethanol) zu Aldehyden
  - Aldehyd-Dehydrogenasen oxidieren Aldehyde zu Carbonsäuren
- Oxidation durch Peroxidasen
  - Substrate sind Amine, Nitrofurane und aromatische Kohlenwasserstoffe

### Reduktionsreaktionen
- Reduktion durch Cytochrom P450
- Reduktion durch Glutathionperoxidase[3]

### Hydrolysereaktionen
- Hydrolyse durch Esterasen und andere Hydrolasen
  - Substrate sind Acetylsalicylsäure und Procain

## Phase-II-Reaktionen (Konjugationsreaktionen)
In der zweiten Phase werden die Fremdstoffe oder Metabolite (Zwischenprodukte) der ersten Phase mit endogenen (d. h. organismuseigenen), meist stark wasserlöslichen Stoffen verbunden. Dadurch wird einerseits die Wasserlöslichkeit von Zwischenprodukten der ersten Phase (meistens) stark erhöht. Andererseits können potenziell giftige Reaktionsprodukte des ersten Schrittes weiter entgiftet und schließlich ausgeschieden werden. Beim Menschen und anderen Wirbeltieren erfolgt die Ausscheidung dann z. B. über die Nieren, den Schweiß oder die Atmung. Die Reaktionsprodukte des 2. Schrittes bezeichnet man auch als Konjugate. Konjugate müssen nicht direkt ausgeschieden werden, sondern können zuvor noch weiter verstoffwechselt werden. Wenn bereits geeignete Bindungsstellen bestehen, können Phase-II-Reaktionen auch direkt und ohne vorgelagerte Phase-I-Reaktionen ablaufen. Teilweise können auch Phase-II-Reaktionen entfallen.

### Konjugation mit Glucuronsäure
Das Ausgangsprodukt für diese Reaktion ist UDP-Glucuronsäure. Mit Hilfe einer Glucuronyltransferase kann die Glucuronsäure auf verschiedene funktionelle Gruppen übertragen werden:
- OH-Gruppe → O-Glucuronide
- NH-Gruppe → N-Glucuronide
- SH-Gruppe → S-Glucuronide
- COOH-Gruppe → Ester-Glucuronide

Diese Reaktionen dienen der Konjugation von Steroiden, Bilirubin und Phenolringen.

### Konjugation mit Schwefelsäure bzw. Sulfat [SO4]2−
Beim Abbau von Cystein entsteht Schwefelsäure, welche dann mit ATP über mehrere Schritte zu 3′-Phosphoadenosin-5′-phosphosulfat umgewandelt wird. Mit Hilfe einer Sulfotransferase (Phenol-Sulfotransferase oder Hydroxysteroid-Sulfotransferase) kann die Sulfatgruppe auf verschiedene Gruppen übertragen werden. Substrate für die beiden Enzyme sind vor allem Steroidhormone, welche dann renal ausgeschieden werden können.

### Konjugation mit Acyl- oder Acetylresten
Aromatische und aliphatische Amine werden bei dieser Reaktion mit Hilfe von Acyl- und Acetylresten acetyliert. Dies dient hauptsächlich dem Abbau von Sulfonamiden (Antibiotika), Coffein, Hydralazin und Isoniazid.

### Konjugation mit Aminosäuren
Eine Fremdsäure wird zunächst mit S-CoA aktiviert und dann auf eine Aminosäure übertragen (z. B. Glycin wird an aromatische Säuren gebunden).

### Konjugation mit einer Methylgruppe
Substrate wie Katecholamine, Phenole oder Thiole werden mit Hilfe von Methyltransferasen und SAM (S-Adenosylmethionin) methyliert, d. h., es werden Methylgruppen auf diese Substrate übertragen.

### Konjugation mit Glutathion
Die Glutathion-S-Transferase ist das zentrale Enzym bei dieser Konjugation. Bei diesem Vorgang wird zunächst die SH-Gruppe des Glutathion mit einer aromatischen oder halogenierten Verbindung verknüpft. Danach wird der Glycyl- und Glutamylrest abgespalten und der Aminostickstoff des verbleibenden Cysteinylrestes konjugiert mit Acetyl-CoA.
Die Konjugate werden meist noch weiter metabolisiert zu Mercaptursäuren.

## Phase-III-Reaktionen (Transport)
Phase-III-Reaktionen umfassen Transportvorgänge über den Blutkreislauf, das Lymphsystem und Transportproteine, bei denen teilweise keine Verstoffwechselung stattfindet. Phase-III-Reaktionen umfassen auch verschiedene Reaktionen wie der Abbau des GSSG/GSH zu N-Acetylcystein, Cystein und Glutamat mittels γ-GT und Dipeptidasen. Der Membrantransport erfolgt durch spezielle Carrier, wie durch die Multidrug Resistance-Related Proteine aus der Gruppe der ABC-Transporter.

## Prodrugs und Giftung
Einige Substanzen werden in einer nicht-aktiven Form aufgenommen. Erst durch die Umwandlung durch die Biotransformation werden sie in die eigentliche Wirkform übertragen. Handelt es sich dabei um Medikamente, wie z. B. das Schlafmittel Chlordiazepoxid, so bezeichnet man diese Medikamente als Prodrugs. Wird die zugeführte Substanz durch die Biotransformation in einen giftigen Metaboliten überführt, nennt man diesen Vorgang Giftung. Bestes Beispiel dafür ist Methanol, das allein ungiftig ist, jedoch im Abbauweg in das giftige Formaldehyd und später in Ameisensäure umgewandelt wird. Ähnlich wie die Prodrugs wird Morphin durch Glucuronidierung in der Leber in das Morphin-6-Glucuronid überführt, das noch wesentlich stärker wirkt als Morphin selbst. Solche Umwandlungs- und Aktivierungseffekte können durch die erste Passage eines Stoffes durch die Leber erreicht werden; man bezeichnet sie dann auch als First-Pass-Effekte.

## Cytochrom-P450-Oxigenasen
Diesen mit CYP 450 abgekürzten, mikrosomalen (im glatten endoplasmatischen Retikulum befindlichen) Enzymen kommt bei der Biotransformation besondere Bedeutung zu. Ihre Aufgabe in der Phase I Reaktion besteht darin, molekularen Sauerstoff in eine reaktive Form zu überführen und diesen in die Substrate einzubauen. Sie benötigen dafür das Coenzym NADPH und ein Diflavin-Protein, die NADPH-Cytochrom-P450-Oxidoreduktase.
Entsprechend der Vielzahl von Giftstoffen existiert eine ganze Palette von CYP 450. Sie weisen eine geringe Substratspezifität auf, was bedeutet, dass ein Enzym viele Stoffe (Substrate) umwandeln kann. Die Expression dieser Enzyme wird durch ihre Substrate initiiert. So ist es verständlich, dass Pharmaka, die über das gleiche CYP 450 abgebaut werden, sich gegenseitig in ihrer Pharmakokinetik beeinflussen. Aus dem täglichen Leben bekannte Beispiele dafür sind:
- Inhaltsstoffe des Grapefruit-Saftes inaktivieren CYP 3A4, während sie von freiverkäuflichen Zubereitungen mit Johanniskraut induziert wird. Dieses Enzym baut auch eine große Zahl von Medikamenten ab, die z. B. bei Bluthochdruck (arterielle Hypertonie) verschrieben werden (Verapamil, Nifedipin); aber auch Antikonvulsiva wie Phenytoin und Diazepam oder Antiarrhythmika wie Amiodaron sowie viele andere.
- Alkohol (Ethanol) wird über das gleiche microsomale Ethanol-oxidierende System (MEOS) abgebaut wie Methanol oder einige Antibiotika. Dies führt dazu, dass sich die Wirkungen dieser Pharmaka bei Alkoholgenuss gefährlich potenzieren können.
- Antibiotika wie Rifampicin induzieren die verstärkte Expression verschiedener CYP 450. Dadurch werden Wirkstoffe der Kontrazeptiva (Pille) schneller abgebaut und verlieren ihre Wirkung.

## Genetik

### Acetylierer und Metabolisierer
Die Ausstattung jedes einzelnen Menschen an Enzymen der Biotransformation ist unterschiedlich. Evolutionär hat diese Vielfalt den Vorteil, dass bei einer Gifteinwirkung auf eine Population die Chance erhöht wird, dass wenigstens einige wenige Individuen gut damit zurechtkommen und überleben. Im Alltag zeigt sich, dass manche Menschen verschiedene Medikamente schneller oder langsamer abbauen als andere. Die Reichweite dieser Tatsache reicht von Zech-Wetten und Asiaten, die nach geringen Mengen von Alkohol betrunken sind über Blasenkrebs durch Arzneimittel-Akkumulation bis hin zu tödlichen Herzinfarkten aufgrund von nicht metabolisierten Herzmedikamenten (β-Blocker: Metoprolol).